# 余正
余正（1461年—？），字端卿，湖廣漢陽府漢陽縣人，軍籍，明朝政治人物。

## 生平
湖廣鄉試第六名舉人。弘治九年（1496年）中式丙辰科進士會試第二百七十八名，三甲第十五名進士。同年接替李瀚任华亭县知县一职，弘治十三年（1500年）由李嵩接任。

## 家族
曾祖余子隆；祖父余仲先；父親余懋，曾任知州。母朱氏。永感下。